# Metrika
Metrika ist eine wissenschaftliche Fachzeitschrift für Statistik, die 1958 erstmalig erschien.

## Geschichte
Die Zeitschrift Metrika wurde 1958 von Oskar Anderson, Hans Kellerer, Slawtscho Sagoroff und Wilhelm Winkler gegründet und löste die beiden Statistikzeitschriften  Mitteilungsblatt für mathematische Statistik und ihre Anwendungsgebiete und Statistische Vierteljahreszeitschrift ab.
Die Zeitschrift erschien von 1958 bis 1985 im Physica-Verlag, danach bei Springer. Sie erschien zunächst in deutscher Sprache mit dem Zusatz Zeitschrift für theoretische und angewandte Statistik, dann mit dem Zusatz Internationale Zeitschrift für theoretische und angewandte Statistik, später erschien sie in englischer Sprache mit dem Zusatz International Journal for Theoretical and Applied Statistics.
Herausgeber der Zeitschrift waren:
- Oskar Anderson (1958–1959)
- Hans Kellerer (1958–1972)
- Arthur Linder (1958–1972)
- Wilhelm Winkler (1958–1972)
- Franz Ferschl (1973–1983)
- Olaf Krafft (1983–1993)
- Werner Uhlmann (1973–1995)
- Ursula Gather (1996–2006)
- Friedrich Pukelsheim (1994–2007)
- Holger Dette (2008–2012)
- Udo Kamps (2007–2016)
- Norbert Henze (2013–2016)
- Hajo Holzmann (2017–2020)
- Maria Kateri (2023)
- Jens-Peter Kreiss (2023)